# Lithobates palmipes
Lithobates palmipes är en groddjursart som först beskrevs av Johann Baptist von Spix 1824.  Lithobates palmipes ingår i släktet Lithobates och familjen egentliga grodor. IUCN kategoriserar arten globalt som livskraftig. Inga underarter finns listade i Catalogue of Life.